# Marino Bartoletti
Marino Bartoletti (Forlì, 30 gennaio 1949) è un giornalista, conduttore televisivo, autore televisivo e scrittore italiano.

## Biografia

### Carriera giornalistica nella carta stampata
Laureato in Giurisprudenza con una tesi sulla "Responsabilità penale del direttore di giornale", ha iniziato l'attività professionale nel 1968 al Resto del Carlino, per poi passare al Guerin Sportivo  (1971), diretto da Gianni Brera. Dal 1973 al 1980 ha lavorato per il Giorno, come inviato di calcio e di motori, seguendo le maggiori manifestazioni sportive (olimpiadi, mondiali di calcio, campionati di Formula 1 e di motociclismo). Ha pubblicato tra l'altro nel 1981 il libro Lucchinelli cavallo saggio per Nava Editore. Dopo una parentesi al quotidiano L'Occhio di Maurizio Costanzo, nel 1982 viene assunto da Italo Cucci e diventa prima firma del gruppo bolognese Conti Editore per le riviste Autosprint, Motosprint e nuovamente Guerin Sportivo (testata di cui è diventato direttore dal 1987 al 1990 e di nuovo nel periodo 1993-94).
Nel 1997 ha fondato, e poi diretto fino al 2004, Calcio 2000 e successivamente Goal (dedicato al calcio internazionale) e Solocalcio (2005).
È stato direttore scientifico della sezione Sport dell'Enciclopedia Treccani. Nel 1989 ha ideato e curato l'Enciclopedia del calcio italiano, poi ripubblicata a fascicoli dalla Gazzetta dello Sport nel 1994.

### Carriera giornalistica in televisione e alla radio
Ha iniziato a lavorare in televisione alla Rai nella redazione di Milano di Rai Sport, per poi passare a ruoli di conduttore. Ha presentato Il Processo del Lunedì (dal 1982 al 1984 in coppia dapprima con Jenny Tamburi e poi con Vanna Brosio), e in seguito ha condotto la prestigiosa Domenica Sportiva (1984-1985, comprese alcune puntate nella parte finale del 1994).
Per la Fininvest dal 1986 ha creato le prime trasmissioni sportive del gruppo (A tutto campo, Calcio d'estate, Domenica stadio). Dal 1987 al 1990 è di nuovo nella carta stampata portando – da direttore – il Guerin Sportivo a record di vendita mai più ripetuti. Nel 1990 ritorna alla televisione, chiamato a fondare e dirigere la redazione sportiva delle reti Mediaset (1990-92). Si devono a Bartoletti le assunzioni di Alberto Brandi (futuro direttore), Alberto D'Aguanno, Giovanni Bruno, Massimo Corcione, Guido Meda, Monica Vanali, Monica Gasparini e tanti altri. Conduce la prima edizione di Pressing (1990-91) con Kay Sandvik (1990-91) prima di lasciarla a Raimondo Vianello e, assieme a Sandro Piccinini, Domenica Stadio (1991-92).
Dal 1993 al 2001 per la Rai conduce insieme a Fabio Fazio il talk-show domenicale Quelli che il calcio, da lui ideato. Dal 1994 al 1997 dirige la testata giornalistica sportiva della Rai, riportando all'Ente di Stato il Giro d'Italia, il Mondiale di Formula Uno e quello di Motociclismo. Nel 1995 realizza anche il primo sito web aziendale della Rai, «tgs.it».

Bartoletti (a destra) e Fabio Fazio a Quelli che il calcio, 1993 circa

Nel 1997 inizia a dedicarsi alla radio, lanciando Vip Parade su Rai Radio 2, trasmissione di musica, sport e ricordi. Nel 1999 guida il gruppo di lavoro che allestisce Radio 24 (il network radiofonico del Sole 24 Ore) di cui è poi tornato a essere collaboratore assieme a Leo Turrini nella fortunata rubrica Bar-Tur all’interno di Tutti convocati.
È stato, fino al 2003, direttore editoriale per le attività multimediali di Hdp-RCS. Fra il 2006 e il 2007 ha curato due cicli della "Mezzanotte" di Rai Radio 2 conducendo le fortunate Via Emilia Night e Ciao ciao Sanremo, trasmissione interamente dedicata al Festival della canzone italiana. Dalla stagione sportiva 2007-2008 è stato commentatore Rai per il Giro d'Italia, la Champions League, i campionati europei, i Mondiali di calcio e i Giochi olimpici. In particolare, per sei edizioni del Giro d'Italia (dal 2007 al 2012) ha condotto con Paolo Belli Si Gira (in onda su Rai Sport, Rai Sport 2 e Rai 3), trasmissione itinerante del mattino significativamente ambientata nel "Bar Toletti".
Dal 2017 ha preferito dedicarsi a rubriche non sportive della Rai (La vita in diretta, Domenica in, Unomattina, Oggi è un altro giorno, Porta a Porta) mettendo a frutto soprattutto le sue conoscenze musicali e della storia della TV. È ospite fisso di numerose trasmissioni, soprattutto in occasione del Festival di Sanremo.
È stato membro della Commissione interministeriale per la riforma dello sport nella scuola. Nel 2008 ha fatto parte della Commissione artistica che ha selezionato le canzoni partecipanti al Festival di Sanremo. Nel 2015 è stato uno dei componenti della Giuria degli esperti.
Assieme al regista Maurizio Malabruzzi ha realizzato documentari per La storia siamo noi, alcuni dei quali (Pantani, l'uomo che sfidò gli Dei e Roma, la Grande Olimpiade dedicata ai cinquant'anni dei Giochi Olimpici del 1960) hanno vinto prestigiosi premi internazionali. Per le sue capacità di intrattenitore e intervistatore è stato chiamato a condurre, su argomenti a 360 gradi, diversi talk show di successo come CortinaIncontra, La Versiliana e StintinoChiama.
Ha tenuto corsi di comunicazione presso l'Università per Stranieri di Perugia, l'Università di Ferrara, corsi di formazione per la Polizia di Stato e di training televisivo per la Maurizio Costanzo Communication. Dal 2021 collabora con il Dipartimento di Scienze Umane dell'Università LUMSA (sede di Roma), intervenendo nel corso di laurea in "Scienze della comunicazione, marketing & digital media" con un ciclo di lezioni magistrali. Ha curato grandi cicli di comunicazione, come quello dedicato dall'Eni per il cinquantennale del cane a sei zampe (assieme a Neri Marcorè).
Fra il 2017 e il 2021 ha portato in scena due spettacoli teatrali: Lo scoprirete solo venendo (con Simone Schettino) e Zazzarazzaz. Pedalando e cantando nella storia, con il Duo iDeA. Nel 2022, sempre con il Duo iDeA, ha portato in giro lo spettacolo Sanremo Insieme, dedicato a una delle sue grandi passioni: il Festival di Sanremo.

## Incarichi attuali
- Dal marzo 2021 è il direttore editoriale del progetto "Bike Media" che comprende Bike Channel, il sito Bikechannel.it e la rivista Bike.
- È presidente dell'«Associazione italiana città ciclabili» e consigliere di «Milanosport», la società che gestisce e promuove gli impianti sportivi di Milano.
- È consulente editoriale per i canali social legati alle sponsorizzazioni di Enel nei settori dello sport e dello spettacolo.

## Premi e riconoscimenti
- Premio Selezione Bancarella,
- Premio Invictus,
- Premio Libri di Ulisse,
- Premio CONI-Memo Geremia con La cena egli dei,
- Premio Bancarella Sport 2022 con Il ritorno degli dei[2].

## Vita privata
È stato sposato con Carla Brunelli dal 1974 al 2016, anno della morte della donna in un incidente domestico (azionò per errore un cancello automatico rimanendo schiacciata tra esso e il muro circostante); la coppia ha avuto due figlie: Cristina e Caterina. Si professa cattolico anche se dubbioso.

## Impegno politico
Candidatosi a sindaco di Forlì per le elezioni del 2004 a capo di una lista civica fondata da lui stesso (Viva Forlì) , fu superato da Nadia Masini. Ha in seguito fatto parte dell'opposizione in consiglio comunale, dimettendosi nel maggio 2007.

## Opere letterarie
- Lucchinelli, cavallo saggio, foto di Franco Villani, Bernareggio, Tip. Nava, 1981.
- Collaborazione a Enzo Bearzot, Il calcio mundial, a cura di Antonio Tavarozzi, Milano, A. Mondadori, 1986.
- Coordinamento e prefazione a Paolo Facchinetti, Dal football al calcio, s.l., Conti, 1989.
- Testo in Franco Ceccarelli, Io ho in mente te. Storia dell'Equipe 84, Milano, Zelig, 1996.
- Chi ha rubato la Coppa Rimet? e altri 999 quiz sui Mondiali, Milano, Mursia, 1998, ISBN 88-425-2339-9.
- Prefazione a Catia Conficoni, Come può uno scoglio arginare il mare. Le frasi più belle delle più belle canzoni italiane d'autore, Civitella in Val di Chiana, Zona, 2010, ISBN 978-88-6438-136-7.
- Prefazione a Marco Tarozzi, L'angelo controvento. Storia e tragedia di Angelo Bergamonti il campione che sfidò il proprio destino, Argelato, Minerva, 2011, ISBN 978-88-7381-372-9.
- Prefazione a Catia Conficoni e Sergio Verzi, Il principe spettinato, Civitella in Val di Chiana, Zona, 2012, ISBN 978-88-6438-285-2.
- Prefazione a Giorgio Mambelli, Spicchi di cuori, Forlì, Risguardi, 2013, ISBN 978-88-97287-31-5.
- Prefazione a Il mondiale è un'altra cosa. La coppa del mondo raccontata dagli azzurri, a cura di Massimo Rota e Franco Dassisti, Milano, Bompiani, 2014, ISBN 978-88-452-7672-9.
- Bar Toletti. Così ho sfidato Facebook, prefazione di Vittorio Macioce e tavole di Matitaccia, Argelato, Minerva, 2017, ISBN 978-88-7381-948-6.
- Bar Toletti 2. Così ho digerito Facebook, prefazione di Vittorio Macioce e tavole di Matitaccia, Argelato, Minerva, 2018, ISBN 978-88-332-4069-5.
- Bar Toletti 3. Così ho sedotto Facebook, prefazione di Vittorio Macioce e tavole di Matitaccia, Bologna, Minerva, 2019, ISBN 978-88-332-4175-3.
- Almanacco del Festival di Sanremo, con Lucio Mazzi, prefazione di Renzo Arbore, Pippo Baudo e Carlo Conti, San Lazzaro di Savena, Marchesini, 2019, ISBN  978-88-88225-40-1.
- La squadra dei sogni

I, Il cuore sul prato, disegni di Giuseppe Ferrario, Roma, Gallucci, 2019, ISBN 978-88-93486-92-7.
II, Tutti in campo, disegni di Giuseppe Ferrario, Roma, Gallucci, 2019, ISBN 978-88-93487-60-3.
III, La coppa dell’amicizia, disegni di Giuseppe Ferrario, Roma, Gallucci, 2020, ISBN 978-88-93489-36-2.
IV, Momenti di gloria. Storia e storie dei giochi olimpici, disegni di Giuseppe Ferrario, Roma, Gallucci, 2024, ISBN 979-12-221-0506-2.
- Bar Toletti 4. Così ho cambiato Facebook, prefazione di Vittorio Macioce e tavole di Matitaccia, Argelato, Minerva, 2020, ISBN 978-88-332-4279-8.
- Bar Toletti 5. Così ho vaccinato Facebook, prefazione di Vittorio Macioce e tavole di Matitaccia, Argelato, Minerva, 2021, ISBN 978-88-332-4389-4.
- La cena degli dei, Roma, Gallucci, 2020, ISBN 978-88-362-4047-0.
- Il ritorno degli dei, Roma, Gallucci, 2021, ISBN 978-88-362-4299-3.
- La discesa degli dei, Roma, Gallucci, 2022, ISBN 978-88-362-4806-3.
- La partita degli dei, Roma, Gallucci, 2023, ISBN 979-12-221-0307-5.
- Prefazione a Marco Canavoso e Demetrio Vilardi, La corsa più antica del mondo. Susa-Moncenisio. Sstoria e personaggi, con la collaborazione di Marilena Vena, Torino, Susalibri, 2023.
- Il festival degli dei, Roma, Gallucci, 2024, ISBN 979-12-221-0684-7

## Televisione
- Il processo del lunedì (Rete 3, 1982; Rai 3, 1983)
- La Domenica Sportiva (Rai 1, 1984-1985)
- Pressing (Italia 1, 1990-1991)
- Domenica Stadio (Italia 1, 1991-1992)
- Quelli che il calcio (Rai 3, 1993-1998; Rai 2, 1998-2001)
- 100 anni: un secolo di storie Olimpiche (Rai 3, 1996)